# Селенид висмута(III)
Селени́д ви́смута(III) — бинарное неорганическое соединение, соль металла висмута и селеноводорода с формулой Bi2Se3, серые или чёрные кристаллы, не растворимые в воде.

## Получение
- Сплавление висмута и селена в инертной атмосфере::

{\displaystyle {\mathsf {2Bi+3Se\ {\xrightarrow {T}}\ Bi_{2}Se_{3}}}}

## Физические свойства
Селенид висмута(III) образует серые или чёрные кристаллы
ромбоэдрической сингонии, пространственная группа R 3m, параметры ячейки a = 0,6702 нм, c = 1,126 нм, Z = 3.

## Химические свойства
- Окисляется при нагревании на воздухе:

{\displaystyle {\mathsf {2Bi_{2}Se_{3}+9O_{2}\ {\xrightarrow {}}\ 2Bi_{2}O_{3}+6SeO_{2}}}}

## Применение
- Полупроводниковые материалы.